# Clausocalanus furcatus
Clausocalanus furcatus är en kräftdjursart som först beskrevs av Brady 1883.  Clausocalanus furcatus ingår i släktet Clausocalanus och familjen Clausocalanidae. Inga underarter finns listade i Catalogue of Life.